# Pavetta bowkeri
Pavetta bowkeri är en måreväxtart som beskrevs av William Henry Harvey. Pavetta bowkeri ingår i släktet Pavetta och familjen måreväxter. Inga underarter finns listade i Catalogue of Life.